# Echinopla mezgeri
Echinopla mezgeri (лат.) — вид муравьёв рода Echinopla из подсемейства формицины (Formicinae, Camponotini). Встречаются в Юго-Восточной Азии (Малайзия, Сабах).

## Описание
Среднего размера муравьи чёрного цвета (ноги и усики светлее, вертлуги ног и щупики жёлтые). Длина рабочих 5,3 мм. Длина головы рабочих 1,28 мм. Длина скапуса усика 1,11 мм. Отличается отсутствием длинных волосков, округлым сверху петиолем без зубцов и необычным для формицин вытянутым цилиндрическим телом, напоминая только один вид своего рода — Echinopla mistura (Smith, 1860), описанным с острова Бачан (Молуккские острова) в отдельном роде Mesoxena (ныне синоним Echinopla) в совершенно другом подсемействе — Ponerinae. Голова вытянутая. На тела практически отсутствуют отстоящие волоски. Покровы плотные, с мелкой пунктировкой. Заднегрудка округлая без проподеальных зубцов, однако петиоль несёт сверху несколько шипиков. Усики у самок и рабочих 12-члениковые (у самцов усики состоят из 13 сегментов). Жвалы рабочих с 5 зубцами. Нижнечелюстные щупики 5-члениковые (а не 6 как у других видов рода), нижнегубные щупики состоят из 3 сегментов (а не 4). Голени средних и задних ног с одной апикальной шпорой. Стебелёк между грудкой и брюшком состоит из одного сегмента (петиоль). Вид был впервые описан в 2015 году австрийскими мирмекологами Herbert Zettel и Alice Laciny (Zoological Department, Natural History Museum, Вена, Австрия) и назван в честь Дирка Мезгера (Dirk Mezger, Balingen, Германия), собравшего типовую серию.